# Langøy
Langøy (englisch Lang Island) ist eine rund 1,6 km lange und 0,7 km breite Insel vor der Küste des ostantarktischen Kemplands. Sie liegt auf halber Strecke zwischen der Insel Brattøy und der Inselgruppe Øygarden.
Norwegische Kartografen erfassten sie anhand von Luftaufnahmen, die bei der Lars-Christensen-Expedition 1936/37 entstanden. Ihre längliche Form gab der Insel ihren Namen.